# 半田市営半田球場
半田市営半田球場（はんだしえいはんだきゅうじょう）は、愛知県半田市にある野球場。半田市が運営管理を行っている。なお、2023年3月現在の正式名称は「半田市営球場（はんだしえいきゅうじょう）」である。
半田市を代表する公園である雁宿公園（かりやどこうえん）内に位置する。

## 概要

### 歴史
1961年（昭和36年）3月に完成。こけら落としは中日ドラゴンズ対西鉄ライオンズのプロ野球オープン戦。以降、高校野球などアマチュア野球の公式戦が行われてきた。
しかし狭隘なことと老朽化が進んだため、高校野球の公式戦は2004年を最後に半田球場での開催を終了し、阿久比町の阿久比町立阿久比スポーツ村野球場での開催へ移行した。
その後、老朽化し耐震性に問題がある設備は全て解体の上で再構築されたため、高校野球が開催されていた時代の面影は残っていない。電球式カウント灯や差込式選手名表示板を備えた大型スコアボードも解体され、現在はスコアのみを書き込む小型のものに置き換えられている。

### 施設概要
- 両翼：91.4m、中堅：118.9m
- 内野：クレー舗装、外野：天然芝
- 照明設備：なし
- 収容人数：4,000人

## 交通アクセス
- 名鉄河和線「知多半田駅」から徒歩約15分。
- 半田市公共交通バス「ごんくる」半田中央線（南吉バス） または 知多半島総合医療センター線「雁宿公園」停留所から徒歩約5分。